# Soyagaon
Soyagaon is een census town in het district Nashik van de Indiase staat Maharashtra. 

## Demografie
Volgens de Indiase volkstelling van 2001 wonen er 21822 mensen in Soyagaon, waarvan 52% mannelijk en 48% vrouwelijk is. De plaats heeft een alfabetiseringsgraad van 81%. 